# Liens de parenté en islam
 (septembre 2022).
La mise en forme du texte ne suit pas les recommandations de Wikipédia : il faut le « wikifier ».
Les points d'amélioration suivants sont les cas les plus fréquents. Le détail des points à revoir est peut-être précisé sur la page de discussion.
- Les titres sont pré-formatés par le logiciel. Ils ne sont ni en capitales, ni en gras.
- Le texte ne doit pas être écrit en capitales (les noms de famille non plus), ni en gras, ni en italique, ni en « petit »…
- Le gras n'est utilisé que pour surligner le titre de l'article dans l'introduction, une seule fois.
- L'italique est rarement utilisé : mots en langue étrangère, titres d'œuvres, noms de bateaux, etc.
- Les citations ne sont pas en italique mais en corps de texte normal. Elles sont entourées par des guillemets français : « et ».
- Les listes à puces sont à éviter, des paragraphes rédigés étant largement préférés. Les tableaux sont à réserver à la présentation de données structurées (résultats, etc.).
- Les appels de note de bas de page (petits chiffres en exposant, introduits par l'outil «  Source ») sont à placer entre la fin de phrase et le point final[comme ça].
- Les liens internes (vers d'autres articles de Wikipédia) sont à choisir avec parcimonie. Créez des liens vers des articles approfondissant le sujet. Les termes génériques sans rapport avec le sujet sont à éviter, ainsi que les répétitions de liens vers un même terme.
- Les liens externes sont à placer uniquement dans une section « Liens externes », à la fin de l'article. Ces liens sont à choisir avec parcimonie suivant les règles définies. Si un lien sert de source à l'article, son insertion dans le texte est à faire par les notes de bas de page.
- La présentation des références doit suivre les conventions bibliographiques. Il est recommandé d'utiliser les modèles {{Ouvrage}}, {{Chapitre}}, {{Article}}, {{Lien web}} et/ou {{Bibliographie}}. Le mode d'édition visuel peut mettre en forme automatiquement les références.
- Insérer une infobox (cadre d'informations à droite) n'est pas obligatoire pour parachever la mise en page.

Pour une aide détaillée, merci de consulter Aide:Wikification.
Si vous pensez que ces points ont été résolus, vous pouvez retirer ce bandeau et améliorer la mise en forme d'un autre article.
 (novembre 2022).
Le maintien des liens de parenté est un concept de base stipulé dans la religion islamique, il vise à maintenir l'entente au sein de la famille et à prévenir la séparation de ses membres.
صلة الرحم ici traduit par lien de parenté se traduit littéralement par lien/relation matriciel (utérine).
Certains juristes définissent le lien, la connexion (qui est le contraire de couper), comme une reconnaissance vers la paix, la gaieté, les visites, le bon comportement, les cadeaux, etc. Et dans l'Islam les parents sont : la mère, le père, les frères, les sœurs, les grands-pères, les grands-mères, les oncles et tantes, les cousins et les cousines. Ce sont les lien de sang,.

## Les liens de parenté dans le coran et la sounna
Les références pour les musulmans viennent traditionnellement du Coran et de la sunna.
Dans le Coran :
- Craignez Allah au nom duquel vous vous implorez les uns les autres, et craignez de rompre les liens du sang. Certes Allah vous observe parfaitement. [Sourate 4-1]
- Vous réussirez si vous arrêtez de semer la destruction sur terre et de rompre vos liens de parenté ; car ceux-là sont ceux que Allah a maudit, alors Il les a rendus sourds et aveugles. [Sourate 47, 22-23].

Dans les hadith
- Selon Abu Huraira le prophète a dit : « Après qu’Allah, le Très-Haut ai fini de créer les créatures, les liens familiaux se sont levés et ont dit : "Nous sommes le rang de ceux qui  cherchent la protection d’Allah contre la rupture des relations familiales." Allah leur répond : « oui, voulez-vous que je tienne à celui qui tient à vous et rompe avec celui qui rompt avec vous ? » Elles répondirent : « oui ». Et Allah leur dit : « je vous l’accorde.»
- Le Prophète a dit « Celui qui respecte les liens de la parenté n’est pas celui qui rend le bien par le bien, c’est celui qui continue à respecter ses liens même si ses proches les rompent » rapporté par Mouhammad al-Boukhârî.
- Un jour un compagnon a interrogé le prophète en disant : « Ô Messager de Allah, indique-moi un acte par lequel, en le faisant, j’entre au paradis ». Il a répondu: « Donne à manger, maintiens les liens de parenté, accomplis la prière de nuit pendant que les gens dorment, tu entreras au paradis en paix ».
- Le Prophète a dit : «  Ne rentre pas dans le paradis une personne qui coupe les liens de parenté ». Rapporté par Al-Boukhari sur Joubayr Ibn Mout’im.
- Lorsque le Prophète était sur son lit de mort, il répétait à sa communauté  «  Vos liens de parenté ! Vos liens de parenté ! »

## Les liens de parenté selon les savants
Al-Qurtubi, Al- Qadi Iyad et d'autres sont d'avis que le maintien des liens de parenté est obligatoire, et les rompre est un grand péché.